# Geschichte des Bezirks Appenzell

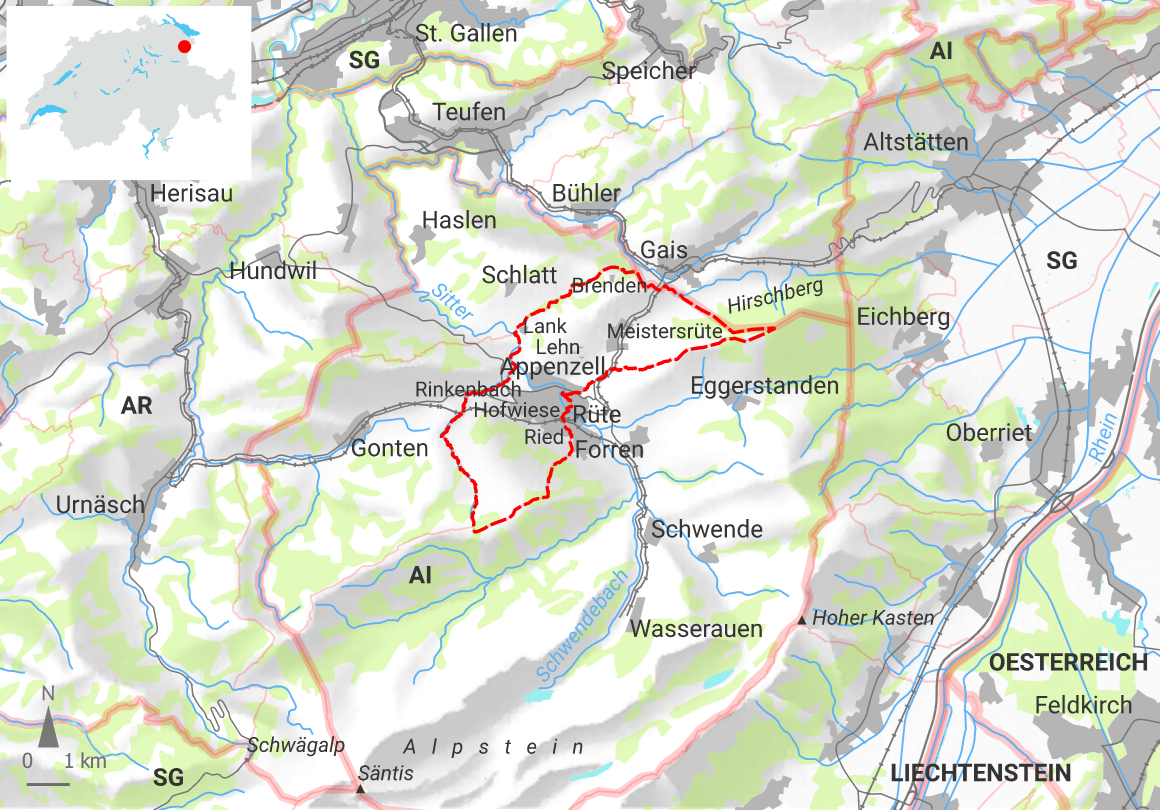
Bezirk Appenzell: Situationskarte 2022

Die Besiedlung Appenzells setzte spätestens im 11. Jahrhundert ein. Nachdem Appenzell unter der Herrschaft des Klosters St. Gallen gestanden war, wurde es 1513 ein Stand der Eidgenossenschaft. Bei der Reformation hielt die Bevölkerung am alten Glauben fest. Im 19. und 20. Jahrhundert wurde Appenzell zu einem regionalen Zentrum.

## Von der Ur- und Frühgeschichte zum Frühmittelalter
Ein in den Forren  bei Appenzell als Einzelfund entdecktes spätbronzezeitliches Schaftlappenbeil erlaubt keine eindeutigen Rückschlüsse auf eine urzeitliche Besiedlung oder Begehung. Bis tief in das Frühmittelalter hinein war das Gebiet um Appenzell überwiegend bewaldet und kaum besiedelt.

## Vom Hochmittelalter bis zur Helvetik

### Siedlung, Bevölkerung und Wirtschaft

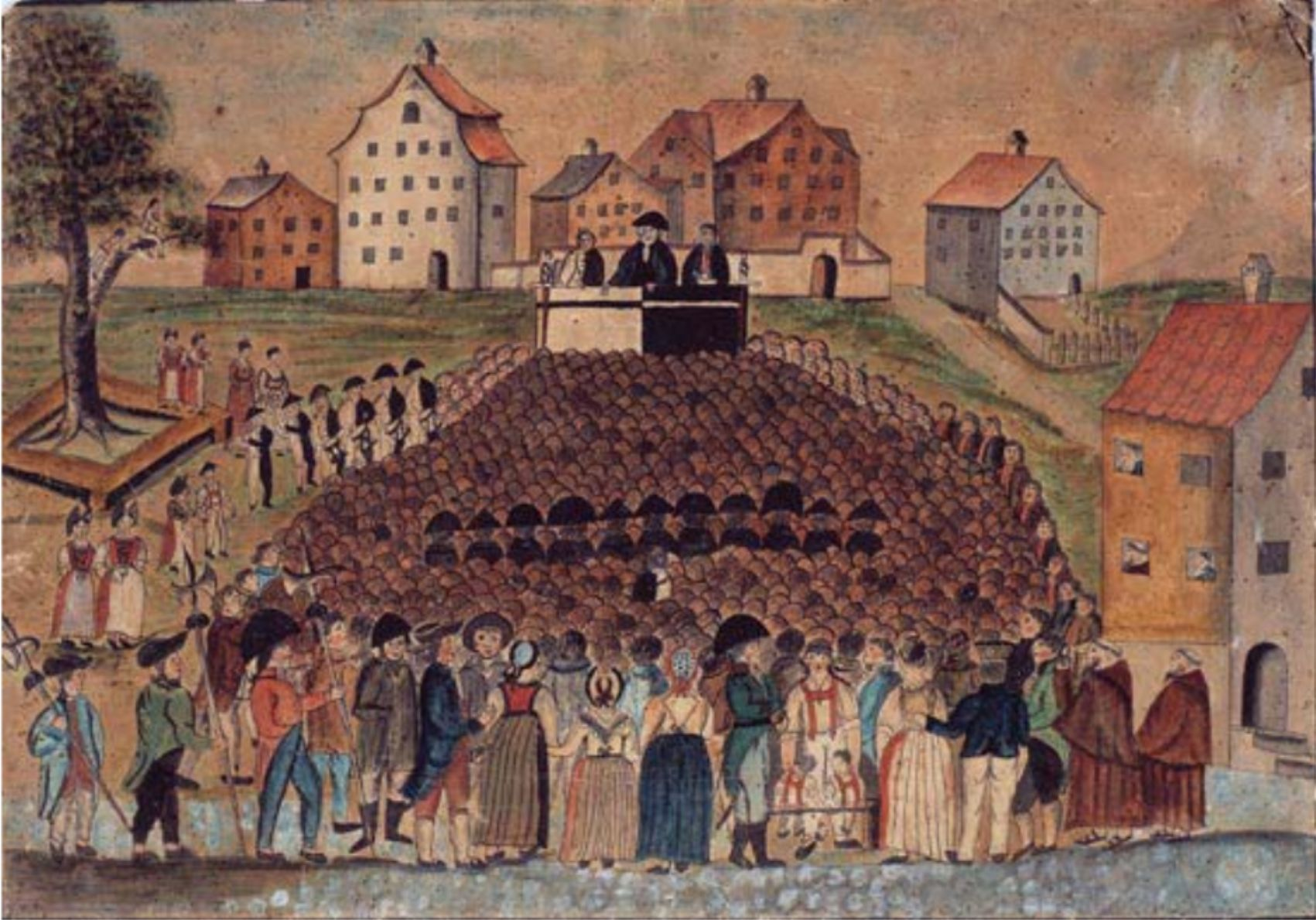
Landsgemeinde Ende des 18. Jahrhunderts

Der Ort wurde im Jahr 1071 als Abbacella erstmals erwähnt. Die Zusammensetzung aus den althochdeutschen Lehnwörtern abbat und cella ist als Benennung eines Wirtschaftshofs des Abts von St. Gallen zu deuten. Dank von den Äbten des Klosters St. Gallen gerufenen Siedlern setzte die Kolonisation des Talkessels der Sitter spätestens im 11. Jahrhundert ein. Erstmals wird der Ort Appenzell 1071 in der Stiftungsurkunde der auf Rodungsland errichteten Mauritiuspfarrei erwähnt. Neben dem äbtischen Hof – er dürfte das Quartier südlich des heutigen Landsgemeindeplatzes  von der Platte  bis zur Hofwiese  umfasst haben – nennt ein um 1200 angelegter Abgabenrodel (Urbare) auch die im Bezirk Appenzell liegenden Streusiedlungen Brenden , Lank , Lehn  und Meistersrüte. Die dürftige Quellenlage vor 1500 erlaubt keine genaue Rekonstruktion der frühen Siedlungsentwicklung. Die ersten Dorfhäuser wurden wohl entlang den Verbindungswegen zwischen Kirche und äbtischem Hof gebaut, an der Reichsstrasse und am Unterlauf des Gansbachs, was dem Dorf eine Ost-West-Richtung gab. Die östlich der Kirche über die Sitter führende Metzibrücke liess als Verlängerung dieser Achse einen kleinen Brückenkopf zu. Den östlichen Abschluss bildete ein Konglomerat von Wirtschafts- und obrigkeitlichen Bauten. Appenzell wurde 1291 durch Truppen der Grafen von Werdenberg-Sargans verwüstet. Im Zusammenhang mit der Erteilung des Marktrechts im Jahr 1353 stehen wohl der Schmäuslemarkt (südlich der Hauptgasse, gegenüber dem Rathaus) und die nach Art städtischer Hofstätten gebildeten, geschlossenen Häuserzeilen der Haupt- und Hirschengasse. Letztere war als Querachse in Nord-Süd-Richtung hinzugekommen, ebenso Verbindungswege, Plätze und platzartige Erweiterungen. Das südlich des Dorfkerns gelegene Riedquartier  geht auf eine wohltätige Stiftung von 1483 zugunsten armer Dorfbewohner zurück.

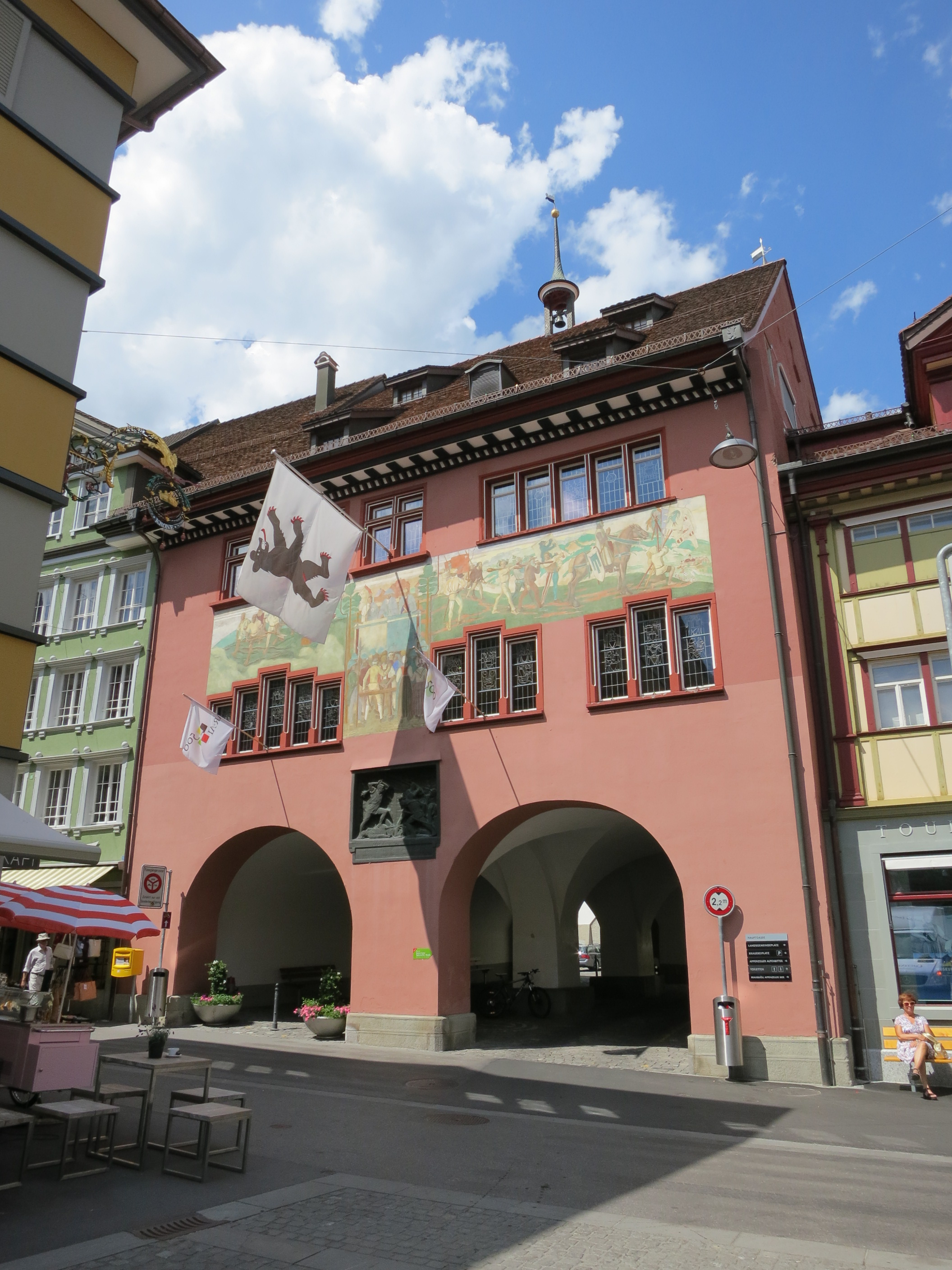
Rathaus

Die Loslösung des Landes Appenzell von der äbtischen Herrschaft und der Aufstieg des Dorfs Appenzell zum Hauptort des Landes bedingten die Freihaltung eines Platzes für die Landsgemeinde und den Bau eines Rathauses. Erstmals am 10. Oktober 1367 und häufig im 15. Jahrhundert werden Dorf und Gerichtsort Appenzell zur Unterscheidung vom Land ze Appacelle zu dem Hof genannt. Davon leitet sich die noch geläufige Bezeichnung der Dorfbewohner als «Hofer» her, in Abgrenzung zu den Bauern der Einzelhofsiedlungen.
Informationen über Umfang und Anlage des Dorfkerns geben ab Mitte des 16. Jahrhunderts die Nachtwächter-Verordnungen. Am 18. März 1560 wurde Appenzell ein Raub der Flammen. Beim Wiederaufbau hielt man sich grösstenteils an die alten Hofstätten und Fundamente. Durch die Landteilung im Jahr 1597 wurde die Bedeutung von Appenzell als Hauptort empfindlich geschmälert. Feuersbrünste zerstörten 1679 und 1701 das Dorf nur teilweise. Als Bauten, welche die Dorfsilhouette prägten, entstanden 1560 bis 1584 die Pfarrkirche, 1560 bis 1565 das Beinhaus, 1560 bis 1583 das Rathaus, am Südostrand 1563 bis 1570 das sogenannte Schloss, 1611 bis 1622 das Kapuzinerinnenkloster und vor 1568 das Zeughaus sowie als westlicher Abschluss 1587–1588 das Kapuzinerkloster. Ein Vergleich von historischen Ansichten aus den Jahren 1586, 1642 und 1839 zeigt, dass sich Grösse und Struktur der Dorfsiedlung vom 16. Jahrhundert bis zur Mitte des 19. Jahrhunderts kaum verändert haben.

Darstellung des Dorfes Appenzell in der Stumpfschen Chronik. Auf dem Bild ist die spätgotische Kirche mit dem Beinhaus gut zu erkennen, 1547/48 (Ausschnitt).

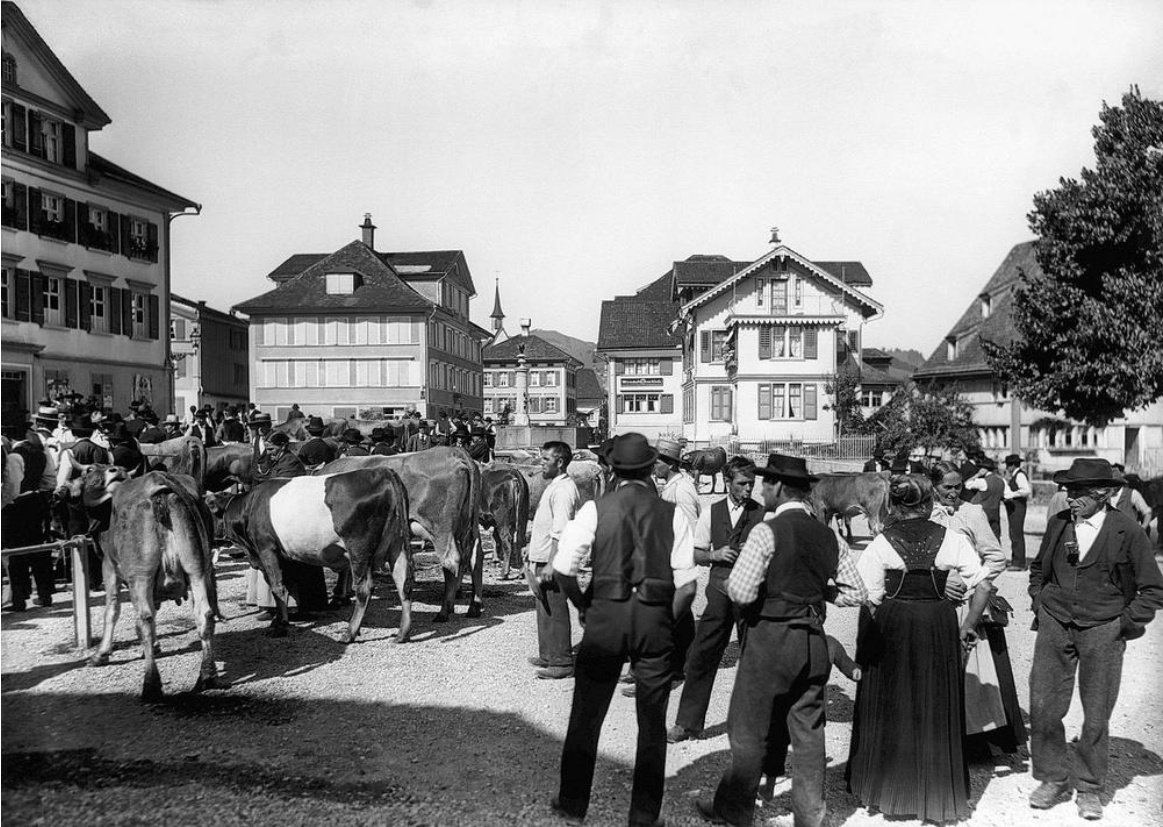
Viehmarkt in Appenzell, um 1910

Um den äbtischen Hof siedelten wohl schon früh Handwerker. Vom 14. Jahrhundert an ist eine Vielzahl von Handwerken und Gewerben nachgewiesen, und das sogenannte Antworten- und Mandatenbuch enthält ab 1547 Regelungen und Kontrollen für Wirte (Gasthäuser), Müller und Metzger. Mit dem am 23. September 1353 erteilten Recht auf Abhaltung zweier Jahrmärkte und Erhebung von Zöllen begannen sich im landwirtschaftlich geprägten Dorf ein bäuerliches Bedarfsgewerbe und ein lokaler Handel zu entwickeln. Um 1400 zeugen eine Taverne und Massnahmen betreffend Masse und Gewichte von Handelsaktivitäten. Vom letzten Viertel des 15. Jahrhunderts an wurde auch ein wöchentlicher Garn- und Wergmarkt abgehalten. Spätestens ab Ende der 1440er Jahre gehörte Appenzell zum Leinwand webenden Hinterland der Stadt St. Gallen. Später begannen Appenzeller selbstständig Fernhandelsbeziehungen zu knüpfen: 1494 mit Venedig, 1497 mit Konstanz, um 1499 mit Lyon und 1529 mit Frankfurt am Main. Bestrebungen, den Flecken Appenzell zu einem unabhängigen Leinwandplatz zu erheben – dazu gehören der Bau einer eigenen Bleiche, eines Beuchhauses und einer Walke (1535–1537) sowie die Gründung einer Leinwandgesellschaft (1537) –, schlugen aber angesichts harter Konkurrenzmassnahmen der Stadt St. Gallen wiederholt fehl, letztmals 1683. Bestand hatten nur die Bleicherei (bis 1842) sowie die Leinenspinnerei und Leinenweberei (Textilindustrie). Besonders die Spinnerei von feinem Leinengarn war stark verbreitet. Um die Mitte des 18. Jahrhunderts kam die Baumwollspinnerei hinzu. Daneben spielten fremde Kriegsdienste vom 16. bis 18. Jahrhundert für zahlreiche Familien (v. a. Sutter, Bischofberger, Büchler, Knusert, Ulmann) eine bedeutende Rolle. Wie im übrigen Kantonsgebiet war auch in Appenzell die Landwirtschaft auf Vieh- und Milchwirtschaft ausgerichtet, unter Nutzung der Alpen im Alpsteingebiet und in einem besonderen System der Besitzverhältnisse und Zusammenarbeit zwischen Sennen (Viehbesitzer, Alpsömmerung) und Heubauern (Talgutbesitzer, Überwinterung). An Gemeingütern des Inneren Landesteils (Allmenden, Alpen, Waldungen, Weiden) hatten Bewohner von Appenzell verschiedene Sondernutzungsrechte.

### Die kommunale Gesellschaft, kirchliches und kulturelles Leben
Im Lauf des Hoch- und Spätmittelalters bildete sich aus den zahlreichen grund-, leib-, Kirch- und gerichtsherrlichen Rechten des Klosters St. Gallen ein fürstäbtischer Herrschaftskomplex, zu dessen Sicherung mit den Rhoden eine neue rechtliche und wirtschaftliche Organisation geschaffen sowie um 1210 nördlich von Appenzell die Burg Clanx gebaut wurde. Die Einwohner von Appenzell waren St. Galler Gotteshausleute, unter denen die Meier und Ammänner eine hervorragende soziale und wirtschaftliche Stellung innehatten. Nicht zuletzt Pensionen aus Solddiensten ermöglichten 1517, 1518, 1537 und letztlich 1566 die rechtliche und abgabenmässige Ablösung von der Abtei. Dies und die Ausbildung einer eigenständigen kommunalen Organisation dürften den ständischen Ausgleich in der noch wenig erforschten Gesellschaftsstruktur Appenzells im Spätmittelalter und in der frühen Neuzeit gefördert haben, führten aber zu neuen politischen und wirtschaftlichen Ungleichheiten. Als Hauptort des Landes Appenzell bzw. Innerrhodens wurde der Flecken Appenzell zum Sitz führender Familien (Sutter, Fässler, Streule, Bischofberger, Dähler, Geiger, Schiess). Im 16. und 17. Jahrhundert schloss sich die Führungsgruppe, die neben hohen Landesämtern auch Offiziersstellen in fremden Diensten innehatte, zusehends ab.
1071 legte Abt Norbert von St. Gallen die Grenzen des Pfarrsprengels der äbtischen Eigenkirche St. Mauritius – das Patrozinium ist erstmals in der Marktrechtsurkunde aus dem Jahr 1353 erwähnt – in Appenzell fest. Bischof Thietmar von Chur hatte sie zuvor auf Bitten und im Auftrag von Bischof Rumold von Konstanz geweiht und reichlich ausgestattet. In den Auseinandersetzungen zwischen Kaiser Friedrich II. und dem Papsttum wurde die Kirche 1248 der Abtei St. Gallen inkorporiert, was 1253 bestätigt wurde. St. Mauritius war die Mutterpfarrei der inneren Rhoden. Nebst dem Leutpriester – die Namen sind seit 1370 bekannt – sind vom 15. Jahrhundert an Helfer nachgewiesen. Nachdem die Kirchhöre Appenzell zur Zeit der Reformation mehrheitlich beim alten Glauben geblieben war, wurde die reformierte Minderheit im Zuge der Gegenreformation 1588 durch einen Glaubensvertrag zur Konversion oder Auswanderung gezwungen. 1645 gingen die Kollaturrechte an Landammann und Rat zu Appenzell über. Die Bildung von vier Tochterpfarreien (Gonten 1647, Haslen 1666, Brülisau 1845, Schwende 1914) und zwei Kuratien (Eggerstanden 1727, Schlatt 1769–1970) hing im 17. Jahrhundert mit der Intensivierung der Seelsorge nach dem Konzil von Trient, im 19. und 20. Jahrhundert mit der Zunahme der Bevölkerung zusammen.
Die grosse Ausdehnung der ursprünglichen Pfarrei sowie die spätmittelalterliche und die barocke Frömmigkeit führten ab 1409 zur Errichtung von Kaplaneipfründen. Die katholische Reform brachte 1586 bis 1587 die Gründung des Kapuzinerklosters Mariä Lichtmess. 1613 folgte die Wiederherstellung einer schon 1420/1421 belegten Schwesterngemeinschaft des Dritten Ordens des heiligen Franziskus als Kapuzinerinnenkloster Maria der Engel. Kirchliche Bruderschaften sind quellenmässig erst vom 17. Jahrhundert an fassbar. Geistliches und Weltliches waren in Appenzell besonders stark verzahnt, da sich die Grenzen der Pfarrei und des Inneren Landesteils lange Zeit deckten.

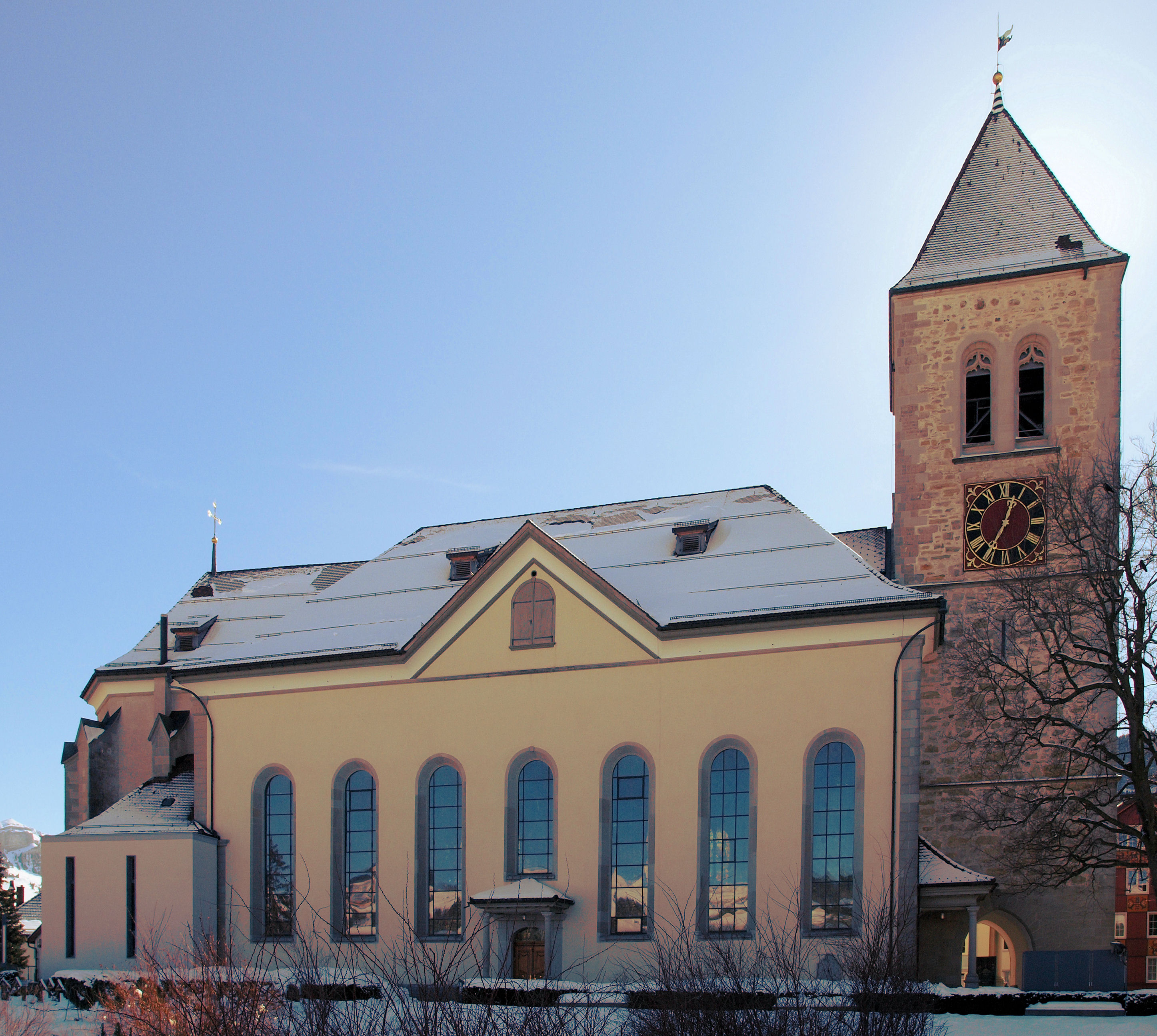
Pfarrkirche St. Mauritius

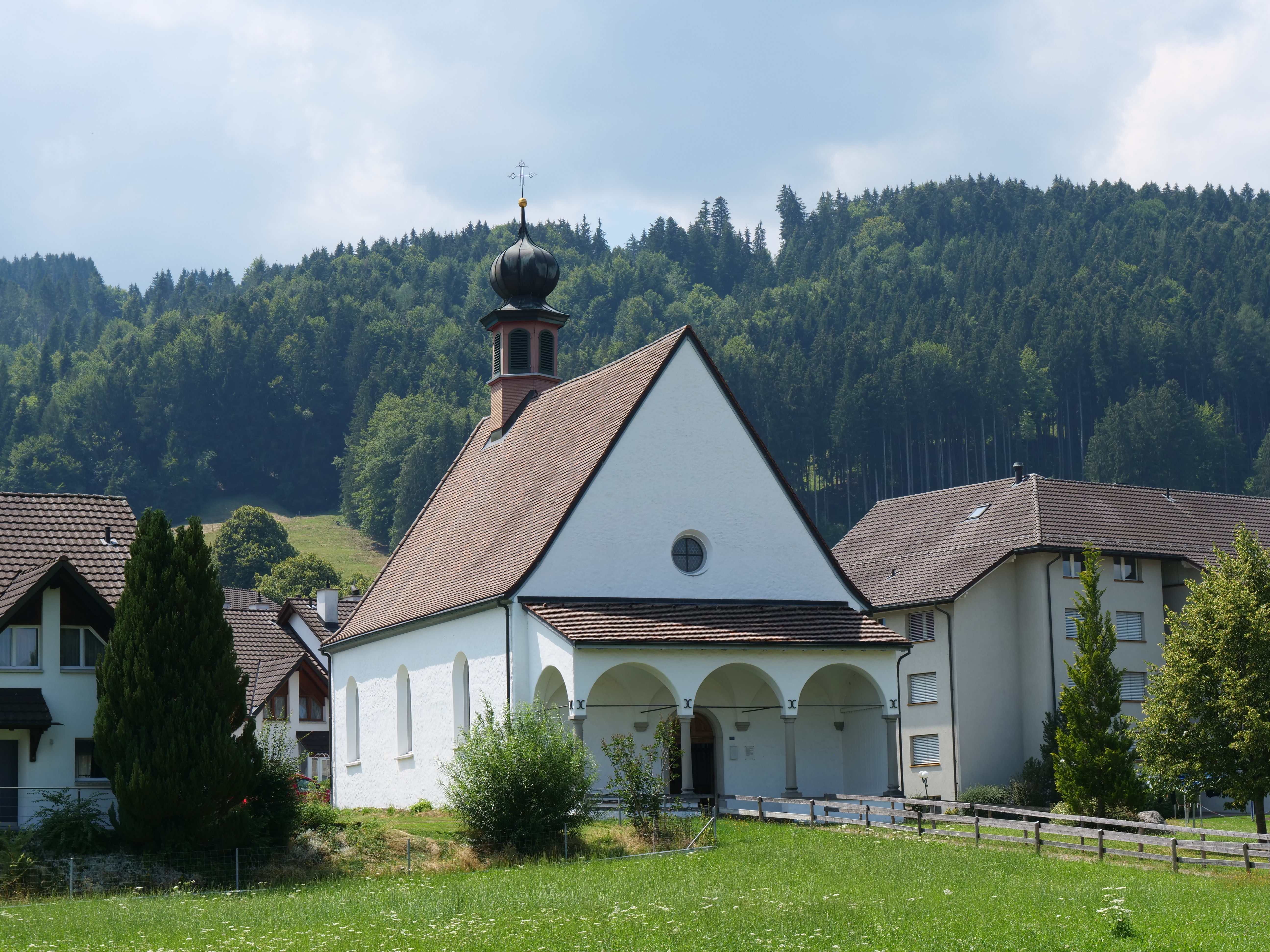
Kapelle St. Anton Rinkenbach

Der um 1068/1069 erbauten ersten Pfarrkirche St. Mauritius folgte um 1300 ein spätromanischer Saalbau. Ihre heutigen Ausmasse erhielt die Kirche spätestens 1488 bis 1513 durch den Neubau einer spätgotischen dreischiffigen Anlage, welche auch das Selbstbewusstsein des neuen eidgenössischen Standes Appenzell repräsentierte. Nach dem Dorfbrand von 1560 erfolgte die Wiederherstellung der Standeskirche von 1513, deren Schiff aber 1824 bis 1843 einem klassizistischen Neubau weichen musste. Der Innenraum wurde 1890 bis 1892 im Neurokoko-Stil gestaltet. Die Sakrallandschaft von Appenzell bereicherten ein 1565 erbautes Beinhaus (1857 abgebrochen), die 1561 errichtete Heiligkreuzkapelle, die 1594 erstellte St. Martinskapelle (ursprünglich Siechenkapelle, heute Lourdeskapelle), die 1661 erbaute St. Antonskapelle im Rinkenbach , die erstmals 1696 erwähnte Kapelle St. Anna bei der Haggenbrugg  sowie die Andachtskapellen St. Michael am Blumenrain  (1612), St. Anna und St. Jakob auf dem Rütirain  (1630) sowie Maria Hilf im Hundgalgen  (1874).
Schulunterricht auf freiwilliger Basis wurde schon im 15. Jahrhundert gegeben. Später hielt ein Geistlicher die Lateinschule, ein weltlicher Schulmeister die deutsche Schule. Im 16. Jahrhundert erhielt der Flecken Appenzell in der Nähe der Kirche und Pfrundhäuser ein eigentliches Schulhaus. Ein Schulmeister ist erstmals 1555 erwähnt, der spätere Landammann Bartholomäus Dähler. Die älteste Schulordnung datiert aus der Zeit um 1620. 1679 wurden dem Hilfslehrer der Deutschen Schule auch Mädchen zugewiesen, nachdem 1639 Bestrebungen zur Gründung einer Schule bei den Klosterfrauen gescheitert waren. Ab 1738 erteilte ausser dem Hauptlehrer auch ein Provisor oder Hilfslehrer elementaren Unterricht.
Die gehobene Kultur der führenden Familien Appenzells zeigt sich beispielhaft in den wenigen Steinbauten aus dem 16. Jahrhundert, dem spätgotischen Bürgerhaus (sogenanntes Schloss) mit Kreuzgiebel, rundem Treppenturm und säulengestützter Vorhalle, dem reich ausgestatteten Haus Salesis (wohl letztes Drittel 16. Jahrhundert), sowie in den Dorfhäusern Konkordia (17. Jahrhundert) und an der Hauptgasse (nach 1560). Die kirchliche Kultur präsentiert sich am eindrücklichsten an der Pfarrkirche mit Turm, Chor und Krypta vom Vorgängerbau (1488 bis 1513), einem romanischen Missale (vor 1183), einem Jahrzeitbuch (1566) und einem Taufbuch (1570) mit Titelminiaturen Caspar Hagenbuchs.

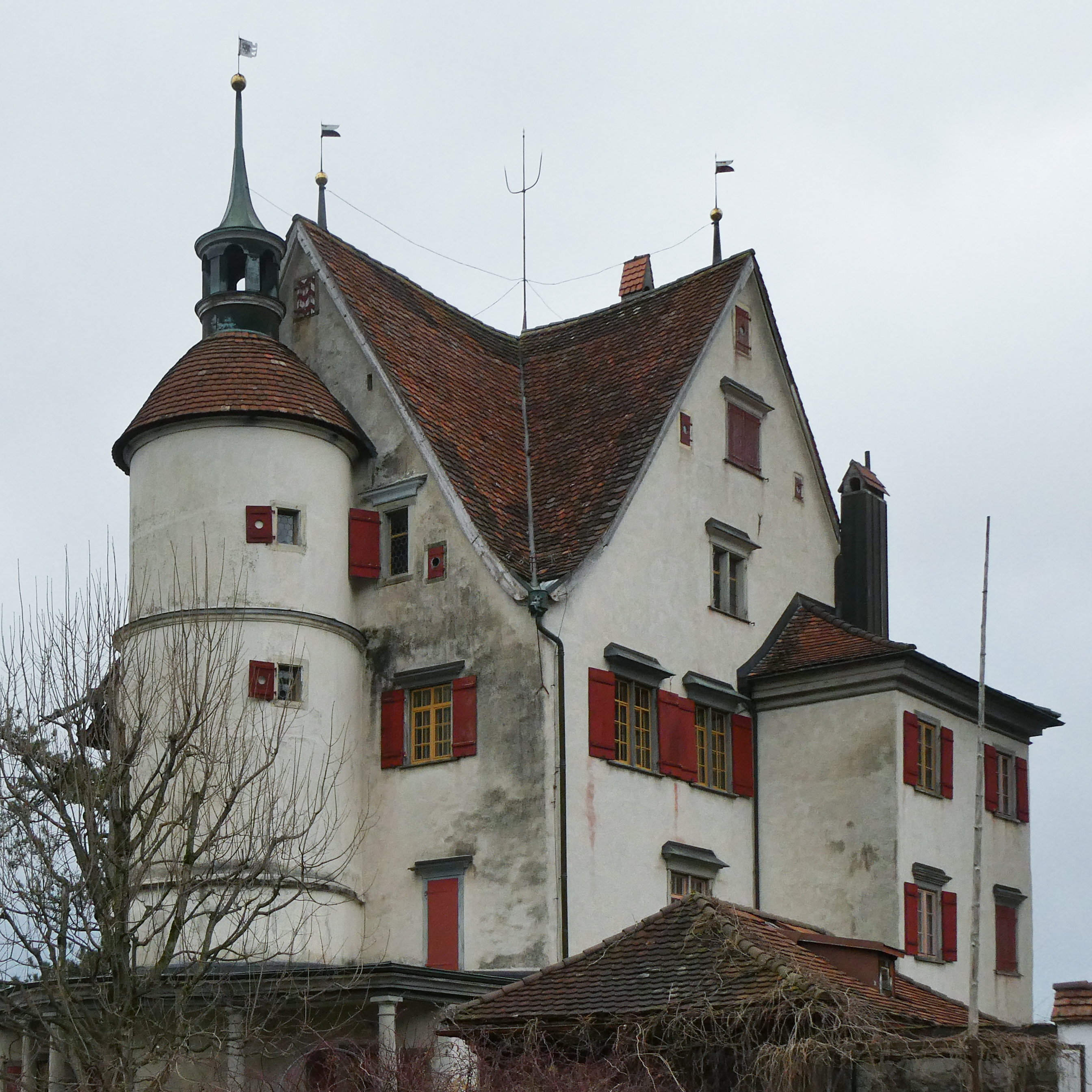
«Schloss» mit rundem Treppenturm
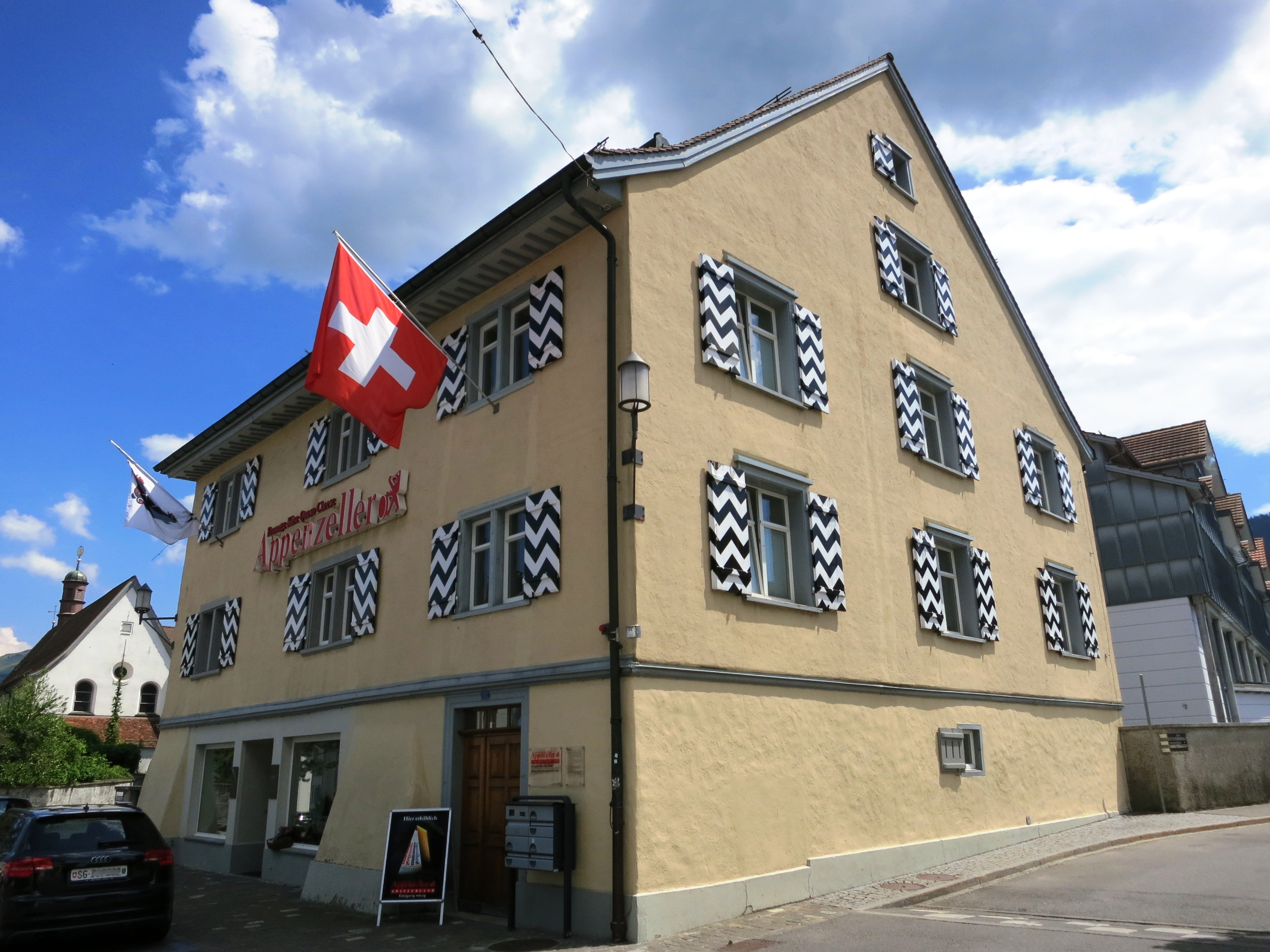
Haus Salesis
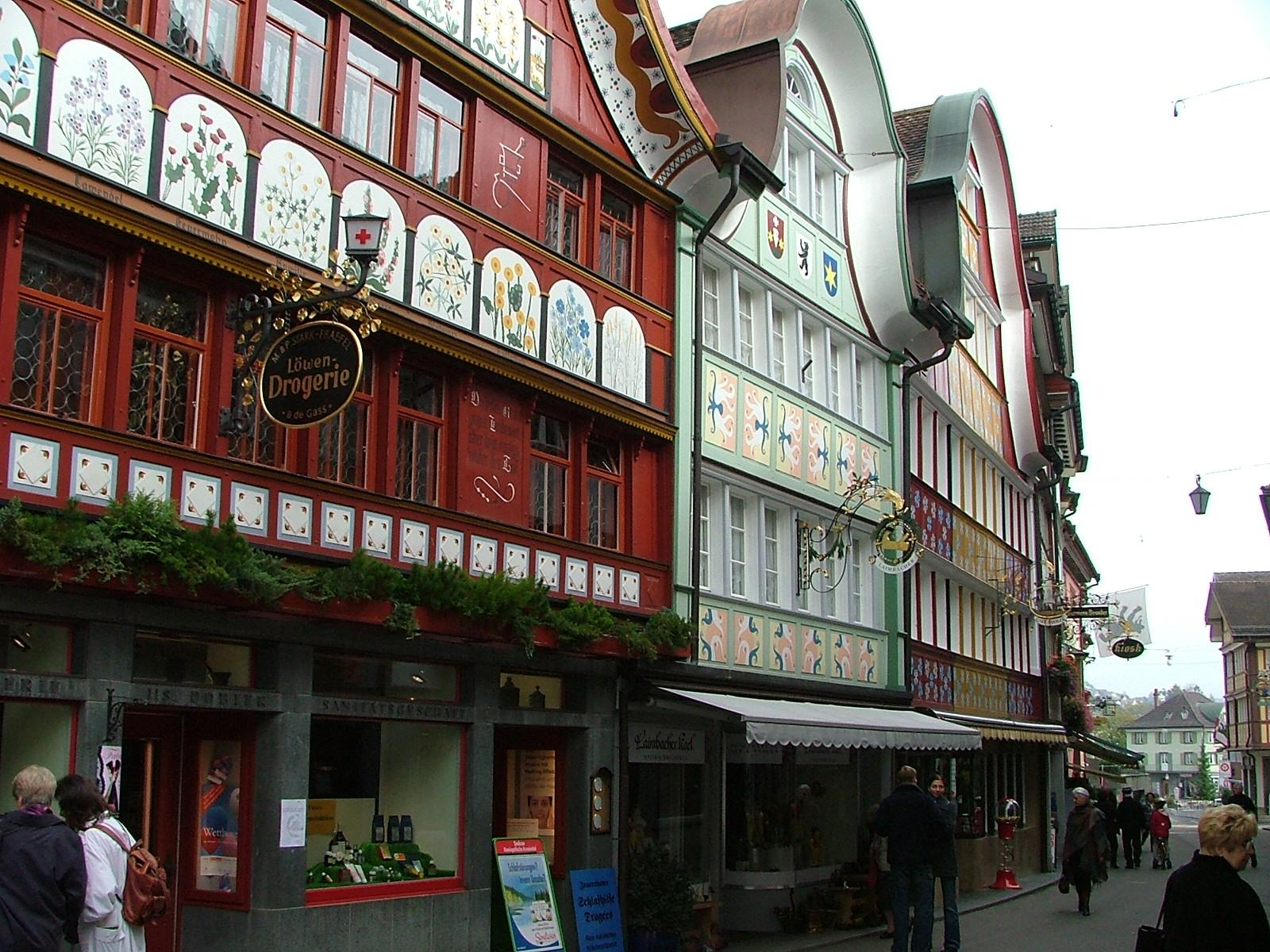
Hauptgasse

### Verfassung, dörfliche Einrichtungen und politisches Leben
Erstmals 1323 ist die Rede von den landlüten ze Appenzell, womit der Innere Landesteil gemeint war. Wie sich der Name Appenzell später auf das Land Appenzell ausbreitete, so deckt sich auch die politische Geschichte des Dorfs in vielem mit jenen des Landes Appenzell bzw. Innerrhodens. Umständehalber ergaben sich mit der Zeit nähere Bezeichnungen für Appenzell: Hof (um 1300), Dorf (Ende 15. Jahrhundert) und Feuerschau (1585). Das Dorf Appenzell erstreckte sich bis 1873 über die Gebiete der Rhode Lehn sowie Teile der Rhoden Schwende, Rüte und Rinkenbach. Die als Geschlechtergemeinschaften organisierten Rhoden hatten in Appenzell Innerrhoden nur wenige Gemeindefunktionen. Für den Dorfkreis Appenzell entwickelte sich vom 16. Jahrhundert an die Feuerschau als Gemeinwesen, das im Lauf der Jahre in Ermangelung einer Ortsgemeinde zunehmend kommunale Aufgaben übernahm. Hatte sie anfänglich nur die Brandverhütung und Brandbekämpfung wahrgenommen, so wurden ihr im 17. und 18. Jahrhundert auch die Wasserversorgung, die Bewilligung von Niederlassungen, der Erlass von Bau- und Gewerbeordnungen sowie das Steuerrecht übertragen. Ihre Organe hatten auch richterliche Kompetenzen, die so weit gingen, dass Hintersassen des Landes Appenzell Innerrhoden verwiesen werden konnten. Oberste Instanz war die Dunke, d. h. die obligatorische Versammlung der Hausbesitzer im Feuerschaukreis. Deren Name leitet sich von der alljährlich gemeinsamen Dichtigkeitsprüfung der Löschbehälter ab. Den Rat der Feuerschau bildeten seit 1642 der im Dorfkreis wohnende Landammann von Innerrhoden zusammen mit anderen Landesbeamten – wie Statthalter, Pannerherr, Seckelmeister, Landweibel und Landschreiber – und drei Feuerschauern. Im 18. Jahrhundert wurden an der Dunke nur noch die Rechnung vorgelegt und die Verordnungen verlesen.
Das aus der erwähnten Stiftung von 1483 hervorgegangene Riedquartier durfte von Armen aus den Rhoden Lehn und Rinkenbach genutzt werden. Die Nutzungsberechtigten – seit 1615 nur noch Verheiratete oder Verwitwete mit weniger als 1000 Pfund Vermögen – erhielten eine Hofstatt zum Hausbau, eine begrenzte eigene Nutzfläche und durften Weiden, Wiesen und Hölzer mitnutzen. Pferdeweide und Käseherstellung waren jedoch verboten. Die Riedgenossen verwalteten ihre Stiftung selbst, wobei eine jährlich abgehaltene Riedgemeinde für die laufenden Geschäfte eine Riedkommission wählte. Die ältesten Statuten stammen aus dem Jahr 1602. Das nach 1575 nordöstlich von Appenzell erbaute Spital (1912 abgebrannt) diente anfänglich als Fremdenherberge und Heim für ältere Pfründner, später als Waisenhaus, Straf- und Arbeitsanstalt. Die Wasserversorgung erfolgte bis Mitte des 19. Jahrhunderts durch private und öffentliche Brunnen. Da die meisten Häuser noch keine Zuleitungen besassen, wurde besonderes Gewicht auf die Sauberkeit der sechs öffentlichen Brunnen gelegt. Als Feuerlöschreserve dienten zwei südlich des Dorfs angelegte Wassersammler. Um Feuersbrünsten vorzubeugen, patrouillierten erstmals am 15. Dezember 1519 zwei Feuerschauer. 1579 wurde eine Feuer- und Wächterverordnung geschaffen, die 1642, 1675 und 1790/1793 modifiziert wurde.
Die wohlhabende und führende Schicht Innerrhodens war in Appenzell konzentriert. Besonders ausgeprägt war das Übergewicht des Hauptorts in der Exekutive. Damit bestand zwischen Appenzell und den ländlichen Gebieten, besonders den Rhoden Schlatt und Gonten, im ausgehenden 18. Jahrhundert eine Spannung, die sich im sogenannten Sutterhandel manifestierte. In dieser Zeit begannen verschiedene Angehörige der Oberschicht das aufklärerische Gedankengut zu rezipieren und sympathisierten zum Teil offen mit der Helvetischen Republik, namentlich Pfarrer Josef Anton Sutter, die beiden Offiziere Johann Josef Michael Büchler und Johann Baptist Graf, der spätere Landammann Karl Franz Josef Anton Bischofberger und der Arzt Johann Nepomuk Hautle. Aufklärerische Sozietäten bildeten sich in Appenzell jedoch nicht.

### Zwischenfälle
1560, 1679 und 1701 kam es zu Dorfbränden. 

## Das 19. und 20. Jahrhundert

### Wirtschaft und Verkehr

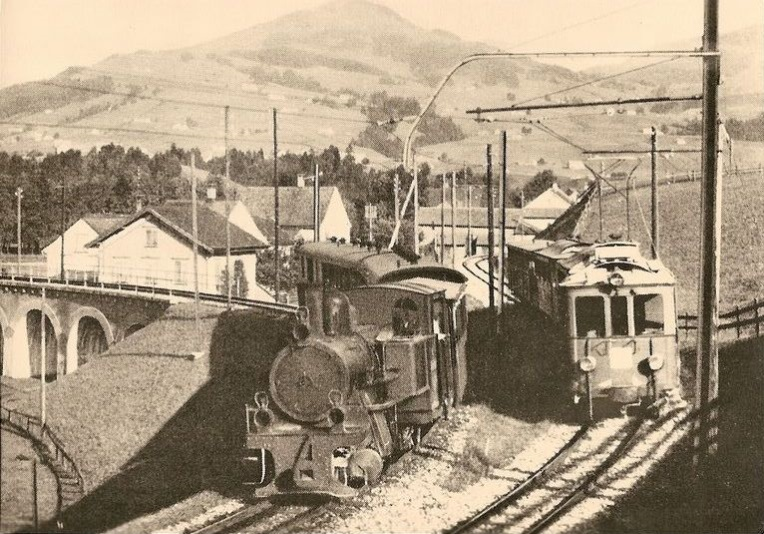
Zwei Züge bei der Einfahrt in den Bahnhof Appenzell. Links Appenzeller Strassenbahn aus Gais, rechts Säntisbahn aus Wasserauen.

1852/1853 wurde eine Strasse nach Gais, 1862 bis 1868 nach Urnäsch, 1867 bis 1869 nach Wasserauen, 1877 nach Hundwil und 1902 bis 1914 nach Oberriet erstellt. Mit diesen Strassenverbindungen und dem etappenweisen Ausbau des Streckennetzes der später zu den Appenzeller Bahnen (AB) fusionierten vier Eisenbahngesellschaften stiegen die Möglichkeiten für Tourismus und Industrie.
Die landwirtschaftliche Nutzfläche wurde durch die Meliorationen der Forren (1936–1937) und Mendle  (1943–1944) ausgeweitet. Die in den 1870er Jahren einsetzende Wirtschaftskrise führte zu einer Modernisierung der Landwirtschaft, diese zur Gründung von Viehzuchtgenossenschaften. Vor dem Ausbau der Ausfallstrassen vermochten die kleineren lokalen Gewerbebetriebe den regionalen Bedarf zu decken. Fremde Handwerker brachten neue Techniken ins Land und übten zu Beginn des 19. Jahrhunderts meistens seltene Berufe aus (z. B. Kupferschmiede, Stoffdrucker, Zinngiesser, Kreidemacher). Eine grössere Zahl von Heimarbeiterinnen (im Bezirk Appenzell 1880 646, 1920 1178) betrieben Handstickerei für Ausserrhoder und St. Galler Verlagsunternehmer, später auch für einheimische Fergger.

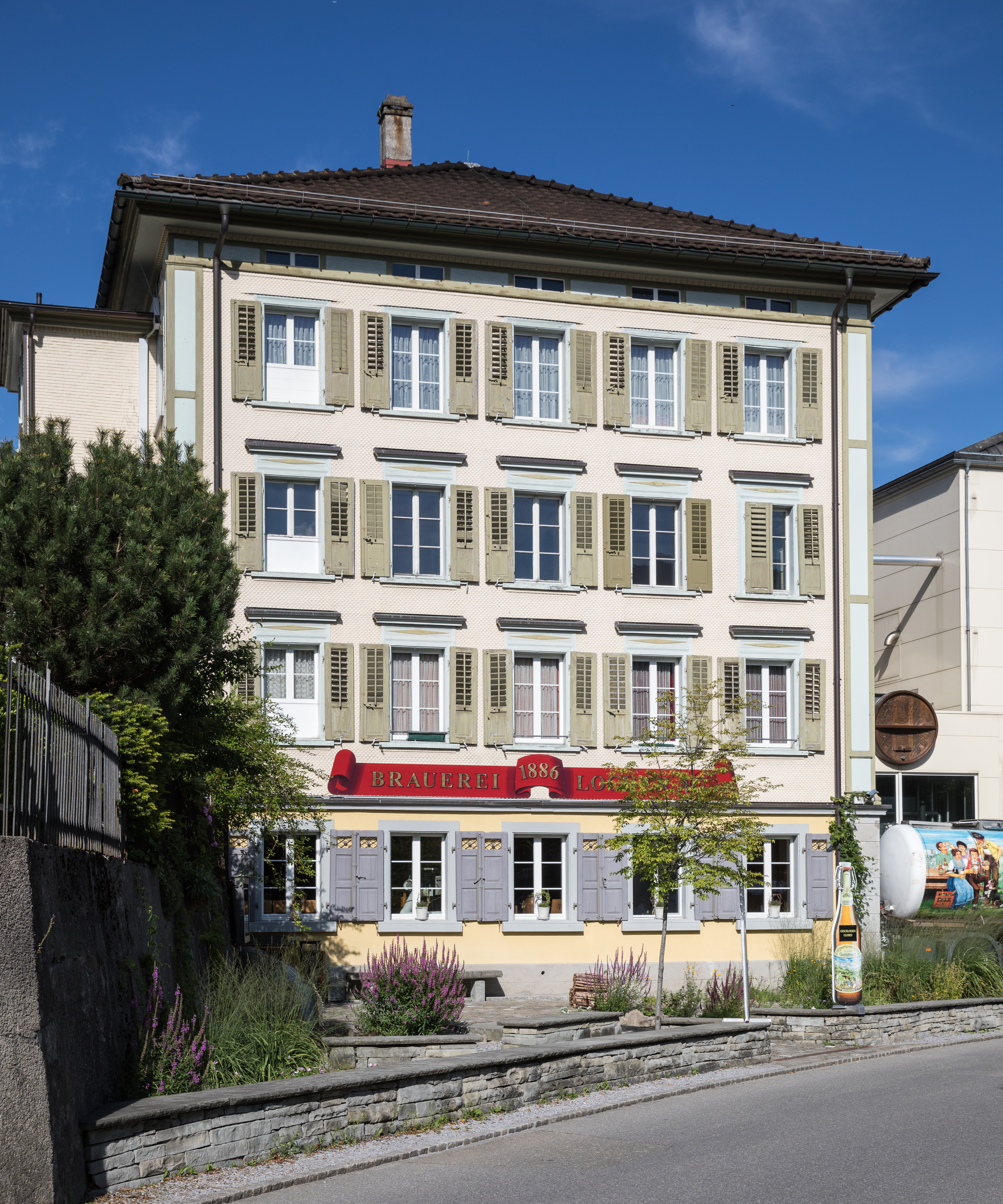
Brauerei Locher

1870 bis 1876 wurden in Appenzell fünf Maschinenstickereien gebaut. Die meisten überdauerten nur kurze Zeit. Mehr Bestand hatte die von der französischen Firma Marie Fanny Driou & Cie. erstellte Fabrik im Ziel  (1871–1930). Nach der Inbetriebnahme der Schmalspurlinien Urnäsch–Appenzell (1886) und Gais–Appenzell (1904) sowie des Elektrizitätswerks Appenzell (1905) entstanden einige Fabrikationsbetriebe, hauptsächlich der Textilbranche, von denen nur wenige die Stickereikrise nach dem Ersten Weltkrieg überlebten. Vierzehn vornehmlich auf die Veredelung und den Vertrieb von Textilerzeugnissen spezialisierte Fabrikbetriebe, unter anderen die alba AG & weba AG (1923) und die Doerig + Kreier AG (1923), beschäftigten 1925 mehr als 220 Arbeitskräfte. Weitere wichtige Firmen in Appenzell sind die Brauerei Locher AG (Brauerei 1728 belegt, Firma 1886 gegründet), die Liqueur-Destillerie Emil Ebneter & Co. AG (1902), die Bürstenfabrik Emil Broger (1902–1980) und die Textilfabrik Lehner Les Accessoires AG (1938). Einen neuen, wenn auch bescheidenen Aufschwung nahmen kleine und mittelgrosse Betriebe der Maschinen-, Metall-, Kunststoff- und Baubranche nach dem Zweiten Weltkrieg: Litex Neon AG (1959), Fenster Dörig AG (1959), Chemora AG (1965–1993), Bühler AG (1966), KUK Electronic AG (1990). Daneben ist vor allem das kleingewerbliche Handwerk stark vertreten.
Das Gastgewerbe wurde mit der Erschliessung des Alpsteins gefördert. Zu den älteren Bädern Hofer- (1628 erwähnt) und Oberbad (1372) gesellte sich eine Reihe zum Teil kurzlebiger Anstalten. Eine relativ starke Bedeutung kommt seit dem Zweiten Weltkrieg dem Tagesausflugsverkehr zu. Die Konzentration von Detailhandel mit über 40 Geschäften, Banken, Schulen, Versicherungen und Verwaltungen (Bezirk, Feuerschaugemeinde, Kanton) widerspiegelt Appenzells Bedeutung als regionales Zentrum (1990 44,7 % Zupendler).

### Siedlung, Gesellschaft, Kultur und Bildung
Bis ins frühe 19. Jahrhundert stagnierte die Einwohnerzahl Appenzells – auch unter dem Einfluss der Wirtschaftskrisen 1771/1772 und 1817/1818 sowie Epidemien, v. a. Typhus, Diphtherie, Ruhr und Pocken – in etwa auf dem Niveau von 1710. Danach wuchs sie dank aufkommender Heimarbeit und gefestigtem Gewerbe bis 1920 allmählich an, sank dann infolge der Stickereikrise, um erst ab 1960 wieder anzusteigen. Durch die in Appenzell mit Verzögerung einsetzende, dafür umso krisenfestere Hochkonjunktur nach dem Zweiten Weltkrieg zählte die Feuerschaugemeinde Appenzell 1990 5700 Einwohner. Im Jahr 1997 waren es 6200. Dem Wachstum förderlich waren unter anderem die landschaftlichen Vorzüge, die verbesserte Infrastruktur, die Stärke der Tourismusbranche, innovative Unternehmen sowie die kantonale Finanzpolitik und Wirtschaftsförderung.
| Jahr      | 1827                        | 1920                        | 1950                        | 1990     |
| Häuser    | 204                         | 446                         | 567                         | ca. 1500 |
| Anmerkung | nur Innerer Feuerschaukreis | nur Innerer Feuerschaukreis | nur Innerer Feuerschaukreis |          |

Noch bis zur Mitte des 19. Jahrhunderts präsentierte sich Appenzell als weitgehend geschlossener Talschaftshauptort. Die danach einsetzende Siedlungsentwicklung vollzog sich vor allem entlang den Ausfallstrassen, woraus sich der sternförmige Grundriss von Appenzell erklärt. Während die Bautätigkeit zwischen den Weltkriegen stagnierte, setzte Ende der 1950er Jahre ein Bauboom ein, der teilweise die historische Substanz des Dorfkerns gefährdete und neue, zum Teil gleichförmige Wohnquartiere entstehen liess.

Appenzell im Jahr 1922, Luftaufnahme von Walter Mittelholzer aus 400 Meter Höhe

Gemäss dem Steuerverzeichnis von 1803 besassen 31 als reich geltende Landleute, d. h. ca. 2 % der Haushalte, mindestens 10'000 Gulden Vermögen, der reichste Landmann 130'000 Gulden. Die Wirren der Helvetik, die Napoleonischen Kriege, die Hungersnot 1817/1818 sowie die Teuerung von 1830/1831 trugen zur Vermehrung der Mittellosen im 19. Jahrhundert bei. Von den 1816 in die Innerrhoder Armenliste eingetragenen 1800 Personen (ca. 17 % der Einwohner) wohnten wohl viele im Dorf Appenzell. Noch 1938 mussten im Bezirk Appenzell 221 Personen (5 % der Einwohner) unterstützt werden. Erst die Industrialisierung nach dem Zweiten Weltkrieg verbesserte die Lage der Unterschicht, bewirkte eine leichte Verringerung der wirtschaftlichen Gefälle und ein relatives Wachstum der Mittelschicht. 1996 betrug die Steuerkraft des Bezirks Appenzells 43,6 % derjenigen des Halbkantons, dies bei einem Bevölkerungsanteil von 37,4 %.
Die Sozialstruktur der insgesamt eher in bescheidenen Verhältnissen lebenden Bevölkerung kannte im ausgehenden 18. Jahrhundert zeitgenössischen Angaben zufolge keine scharfen Trennlinien. Nur Hintersassen hatten politische und wirtschaftliche Einschränkungen zu erdulden. Aus den Verhältnissen in der Land- und Alpwirtschaft und – weniger ausgeprägt – in Militär und Staat kann im 19. Jahrhundert auf eine politisch, wirtschaftlich und sozial führende Gruppe von reichen Bauern, Sennen, Viehhändlern, Güter- und Kapitalbesitzern geschlossen werden, während Textilindustrie und Handel (u. a. Tuch-, Molkenhändler, Krämer) nicht über bescheidene Anfänge hinauskamen. Die meisten Dorfbewohner waren verschuldete Kleinbauern, Taglöhner, Heimarbeiter und arme Handwerker.
Die sprichwörtliche Geselligkeit der Appenzeller fand ihren Ausdruck in zahlreichen Vereinigungen, die sich zum Beispiel dem Schiessen seit dem 16. Jahrhundert, der Blasmusik seit 1792, dem Chorgesang (Männerchor 1835 belegt, 1855 gegründet), Kirchenchor (1514 belegt, 1881 gegründet) und dem Sport seit 1866 widmen. Soziale und wirtschaftliche Ziele wurden öfters auf Vereins- und Genossenschaftsbasis angestrebt. So entstanden vor 1866 der Armenverein, 1883 der Verein gegen Haus- und Gassenbettel, 1883 der Konsumverein, 1916 die Freiwillige Hilfsgesellschaft und 1911 der Rabattverein.

Kollegium St. Antonius im Jahr 1954, aufgenommen von Werner Friedli

Elementarschulhäuser entstanden am Landsgemeindeplatz (1854), auf der Hofwiese  (1890), beim Frauenkloster  (1879) und im Gringel  (regionale Realschule 1972). Nach 1866 wurde nordwestlich von Appenzell in der 1854 gegründeten Waisenanstalt eine Arbeitsschule untergebracht. Die Mädchenschule (ab 1929 auch die Mädchenrealschule) wurde 1811 bis 1973 von Kapuzinerinnen geführt. Nachdem eine 1812 gegründete Lateinschule 1848 eingegangen war, wurde 1872 eine Real-Lateinschule eröffnet (vorerst nur für Knaben, ab 1876 auch für Mädchen), die 1887 vom Kanton übernommen und 1908 durch das neu gegründete und von den Kapuzinern geführte Kollegium St. Antonius wurde. Das Kollegium führte ein Untergymnasium und Gymnasium mit 1940 eidgenössisch anerkannter Matura. Das Gymnasium ist seit 1999 eine Kantonsschule. Die Funktionen des Untergymnasiums übernahm 1974 die 1957 eingeweihte und von 1970 bis 1974 ausgebaute Sekundarschule in der Hofwiese. Von 1880 bis 1982 unterrichteten Lehrschwestern von Ingenbohl als Arbeitslehrerinnen, ab 1892 an der Mädchenrealschule und 1906 bis 1958 an Spezialklassen. 1856 entstand auf private Initiative eine Kleinkinderschule, 1880 eine gewerbliche Berufsschule.
Auch die Geistlichkeit engagierte sich in schulischen und sozialen Belangen, z. B. 1853 Gründung des Gesellenvereins durch den Kapuzinerpater Otto Gartmann. Erst nach der Gründung des Bundesstaats 1848 entstand in Appenzell eine evangelische Diasporagemeinde. 1875 wurde ein Protestantenverein gegründet, 1909 eine reformierte Kirche errichtet und 1925 die Kirchgemeinde, deren Gebiet dem Inneren Landesteil entspricht, öffentlich-rechtlich anerkannt.

### Entwicklungen im administrativen Bereich
Bis 1872 war die – zur Zeit der Helvetischen Republik vom kurzlebigen Distrikt Appenzell abgelöste – Feuerschaugemeinde in dörflichen Angelegenheiten die wichtigste Institution. Mit der neuen Kantonsverfassung 1872 wurde die Bezirkseinteilung geschaffen. Der Bezirk Appenzell umfasst das Gebiet der alten Rhode Lehn und den oberen Teil der aufgehobenen und in drei Teile aufgeteilten Rhode Rinkenbach. Das Dorf wuchs in der Folge über die Bezirksgrenzen hinaus (1991 Appenzell 71 %, Rüte 16 %, Schwende 13 % der Einwohner), wird aber als gebaute Einheit von der «entpolitisierten» Feuerschaugemeinde (bis 1872 Ortsgemeinde) zusammengefasst. Diese ist vor allem für Feuerpolizei, Bauwesen, Elektrizitäts- und Wasserversorgung zuständig, ihre Organe sind die Dunkeversammlung, die Feuerschau- und die Rechnungskommission. Organe des Bezirks Appenzell sind die jährlich stattfindende Bezirksgemeinde, der Bezirksrat (Gemeindebehörden; u. a. regierender und stillstehender Hauptmann, Kassier, Aktuar) und verschiedene Kommissionen, wobei zahlreiche kommunale Aufgaben von der Kantonsverwaltung wahrgenommen werden und dem Bezirk vor allem das Polizei- (bis 1996) und Strassenwesen innerhalb der Bezirksgrenzen, ausserhalb der Feuerschaugemeinde zudem das Bauwesen und die Feuerpolizei zufallen.
Appenzell war und ist Zentrum aller kantonalen parteipolitischen Organisationen, Verbände und Vereine, erhielt aber erst 1876 eine bleibende Druckerei. Wichtige Zeitungen wurden der konservative Appenzeller Volksfreund (seit 1876) und der liberale Anzeiger vom Alpstein (1906–1972), Nachfolger des Freien Appenzellers (1878–1895). Aus privater Initiative wurde 1874 bis 1878 ein Krankenhaus gebaut (1897 vom Kanton übernommen), das seit 1982 auch als Alterspflegeheim dient. 1888 wurde eine leistungsfähige Wasserversorgung, 1905 die elektrische Beleuchtung in Betrieb genommen. Das 1901 bis 1903 neu errichtete Armenhaus nennt sich seit 1958 Bürgerheim. Von 1850 bis 1909 war die Eidgenössische Post in privaten und kantonalen Gebäuden eingemietet. 1908 bis 1909 baute der Bund beim Bahnhof ein neues Postgebäude, nachdem schon 1857 der Telegraf und 1894 ein erstes Telefonnetz eingerichtet worden waren. Seit 1976 fliessen die ersten Dorfabwässer zur kantonalen ARA Bödeli.

## Bevölkerung
| Jahr      | 1850 | 1900 | 1920 | 1950 | 1970 | 1900 | 2000 | 2000 | 2019 |
| Einwohner | 4574 | 4574 | 5173 | 5001 | 4781 | 5447 | 5194 | 5447 | 5793 |

| Jahr                                                                  | 1535 | 1597 | 1626 | 1664 | 1713 | 1801 | 1850 | 1880 | 1900 | 1920 | 1950 | 1970 | 1980 | 1990 |
| Einwohner der Feuerschaugemeinde (alter oder innerer Feuerschaukreis) | 1500 | 2100 | 1800 | 2300 | 2600 | 2300 | 3000 | 3450 | 3600 | 3950 | 3770 | 3750 | 3700 | 4000 |
| Feuerschaugemeinde mit Grenzen seit 1962                              |      |      |      |      |      |      |      |      |      |      |      | 5200 | 5300 | 5700 |